# Водопад на аеродрому Сингапур
Водопад на аеродром Сингапур Чу Чанги тренутно је највећи водопад на свету у затвореном простору, свечано отворен 17. априла 2019. године. Висок је 40 метара и заједно са аеродромским терминалом спада у ремек дело савремене светске архитектуре.

## Опште информације
Водопад на аеродрому Чу Чанги пројектовала је архитектонска фирма Safdie Architects у склопу новоизграђеног аеродромског терминала у Сингапуру  у облику стаклене куполе коју чини пет спратова изнад земље и исто толико испод површине.
Кроз средишњи део овог терминала са врха стаклене куполе слива се вештачки водопад висок 40 метара. Његов водени слап чини прикупљена кишница, за време кишних олуја, која се једним делом користи за водопад, а другим делом за наводњавање биљака у објекту.
Како овај водени стуб не би деловао изоловано и монотоно, испод куполе од стакла и челика, која је попут решеткасте љуске, у делу простора, око водопада у унутрашњости терминала, засађен је велики врт са мноштвом биљака, што целом амбијенту даје изглед ботаничке баште.  
Максималну количину светлости терминалу обезбеђује високотехнолошко стакло, које истовремено спречава прегревање унутрашњости, како би у окружењу тропске сингапурске климе биљке имале оптималне услове за раст.
Стаклени панели куполе терминала тако су распоређени да њихов међусобни размак од 16 милиметара, спречава могућност да дође до било каквог оштећења кровних површина авионском буком.
Свих пет надземних спратова, не само да окружује терасасти врт већ и неколико мањих водопада. Док је на последњем нивоу Кенопи парк (енгл. Canopy Park), површине 1.400 квадратних метара, у коме је организован низ атрактивних простора попут лавиринта од живе ограде, забавни парк и вишенаменски простор капацитета 1.000 места.
Новоизграћени терминал, повезан је са Сингапуром јавним превозом. Унутар аеродрома новоизграђени терминал је директно повезан са терминалом 1, а са терминалом 2 и 3, преко пешачких мостова.